# Regió de la Mar Negra Oriental (estadística)
La regió de la Mar Negra Oriental (TR9) és una de les 12 regions estadístiques de Turquia.

## Subregions i províncies
- Subregió de Trebisonda (TR90)
  - Província de Trebisonda (TR901)
  - Província d'Ordu (TR902)
  - Província de Giresun (TR903)
  - Província de Rize (TR904)
  - Província d'Artvin (TR905)
  - Província de Gümüşhane (TR906)